# Lista de estados da Alemanha por IDH

Mapa dos estados alemães por IDH em 2018.
> 0,949
0,949 – 0,930
0,929 – 0,910
< 0,909

Esta é uma lista de estados alemães por Índice de Desenvolvimento Humano em 2018.
| Posição | Estado                           | IDH (2018)     | País comparável (2018)      |                |
|         | IDH Muito Alto                   | IDH Muito Alto | IDH Muito Alto              | IDH Muito Alto |
| ------- | -------------------------------- | -------------- | --------------------------- | -------------- |
| 1       | Hamburgo                         | 0,975          | Noruega                     |                |
| 2       | Bade-Vurtemberga                 | 0,953          | Noruega                     |                |
| 3       | Bremen                           | 0,951          | Noruega                     |                |
| 4       | Berlim                           | 0,950          | Suíça                       |                |
| 5       | Hesse                            | 0,949          | Suíça                       |                |
| 6       | Baviera                          | 0,947          | Suíça                       |                |
|         | Alemanha                         | 0,939          | Irlanda                     |                |
| 7       | Renânia do Norte-Vestfália       | 0,936          | Singapura                   |                |
| 8       | Sarre                            | 0,931          | Dinamarca                   |                |
| 9       | Saxônia                          | 0,930          | Dinamarca                   |                |
| 10      | Renânia-Palatinado               | 0,928          | Dinamarca                   |                |
| 11      | Baixa Saxônia                    | 0,922          | Canadá                      |                |
| 12      | Turíngia                         | 0,921          | Nova Zelândia               |                |
| 13      | Eslésvico-Holsácia               | 0,920          | Reino Unido, Estados Unidos |                |
| 14      | Brandemburgo                     | 0,914          | Áustria                     |                |
| 15      | Mecklemburgo-Pomerânia Ocidental | 0,910          | Luxemburgo                  |                |
| 16      | Alta Saxônia                     | 0,908          | Luxemburgo                  |                |